# Anoplognathus porosus
Anoplognathus porosus är en skalbaggsart som beskrevs av Johan Wilhelm Dalman 1817. Anoplognathus porosus ingår i släktet Anoplognathus och familjen Rutelidae. Inga underarter finns listade i Catalogue of Life.